# ستانلي إدوارد إلكين
ستانلي إدوارد إلكين هو سياسي كندي، ولد في 12 أكتوبر 1880 في سانت جون في كندا، وتوفي في 9 يونيو 1960. نشط حزبياً في Unionist Party (Canada) ‏. وقد انتخب عضو مجلس العموم الكندي.